# Grachan Moncur II
Grachan Moncur II. (* 2. September 1915 in Miami; † 31. Oktober 1996 ebenda) war ein US-amerikanischer Jazzbassist.
Grachan Monchur II. wuchs in Miami auf; später zog seine Familie nach Newark, wo er seine Karriere als Musiker begann, zunächst als Begleitmusiker für Künstler der Populärmusik für lokale Rundfunkstationen. Dabei wurde er von John Hammond gehört, der ihm dann Auftritte mit verschiedenen Jazzmusikern vermittelte. 1937 wirkte er bei der Gründung der Savoy Sultans mit, die später von seinem Halbbruder Al Cooper geleitet wurden. Außerdem arbeitete er in den 1930er Jahren mit Teddy Wilson, Bunny Berigan und Bud Freeman und ist als Begleiter von Billie Holiday und Mildred Bailey auf Platten zu hören. Um 1945 spielte er mit Ike Quebec und Mary Lou Williams.
Moncur II spielte bis 1945 mit den Savoy Sultans, bis die Gruppe sich auflöste und arbeitete dann in Bands mit dem Pianisten Ace Harris und dem Tenorsaxophonisten Joe Thomas. In den 1950er Jahren kehrte er in seine Heimatstadt Miami zurück; dort trat er noch regelmäßig in den 1960er Jahren mit dem Myrtle Jones Trio auf.
Sein Sohn ist der Posaunist Grachan Moncur III.